# Mar'jan Zakal'nyc'kyj
Mar'jan Ihorovyč Zakal'nyc'kyj (in ucraino Мар'ян Ігорович Закальницький?; Verkhnia, 19 agosto 1994) è un marciatore ucraino, medaglia d'oro nella marcia 50 km ai campionati europei di Berlino 2018.

## Palmarès
| Anno | Manifestazione  | Sede    | Evento       | Risultato | Prestazione | Note                                     |
| ---- | --------------- | ------- | ------------ | --------- | ----------- | ---------------------------------------- |
| 2018 | Europei         | Berlino | Marcia 50 km | Oro       | 3h46'32"    |                                          |
| 2019 | Mondiali        | Doha    | Marcia 50 km | 9º        | 4h12'28"    | Miglior prestazione personale stagionale |
| 2021 | Giochi olimpici | Tokyo   | Marcia 50 km | 25º       | 4h02'53"    |                                          |
| 2022 | Europei         | Monaco  | Marcia 35 km | 11º       | 2h39'06"    | Miglior prestazione personale stagionale |